# 周廷欣
周廷欣（1964年—），原郑州市公安局原副局长。1993年从武警部队转入郑州市公安系统工作，2008年2月开始在郑州市公安局工作，2010年3月升任郑州市公安局党委委员、副局长，工作职责为分管治安支队及保安公司。2014年4月21日，因卷入皇家一号案，被郑州市纪委双规。2015年2月12日，河南省新密市人民法院一审判决，周廷欣因犯受贿罪，被判处其有期徒刑6年，因周廷欣有自首退赃行为，故对其减轻处罚。